# Karim Onisiwo
Karim Onisiwo (Wenen, 17 maart 1992) is een Oostenrijks voetballer die doorgaans als aanvaller speelt. Hij tekende in januari 2016 bij FSV Mainz 05, dat hem transfervrij overnam van SV Mattersburg. Onisiwo debuteerde in 2016 in het Oostenrijks voetbalelftal.

## Clubcarrière
Onisiwo begon met voetballen bij SC Ostbahn XI en TSV Neumarkt in de Regionalliga. In 2012 werd hij aangetrokken voor Austria Salzburg, waarmee hij op hetzelfde niveau ging spelen. Hij tekende in juli 2014 bij SV Mattersburg, waarmee hij in een jaar promoveerde van de 2. Liga naar de Bundesliga. 
Onisiwo speelde ook in zijn eerste halfjaar op het hoogste niveau vrijwel iedere speelronde vanaf de aftrap. Hij tekende in januari 2016 vervolgens een driejarig contract bij FSV Mainz 05. Hiervoor debuteerde hij op 13 maart 2016 in de Duitse Bundesliga, tegen Borussia Dortmund. Zijn eerste competitietreffer maakte hij op 7 mei 2016 tegen VfB Stuttgart. Hij debuteerde dat seizoen ook in de Europa League , tegen Saint-Étienne en Anderlecht. Nadat hij jarenlang vrijwel altijd tot de eerste elf behoorde bij zijn clubs, moest Onisiwo zich bij Mainz langzaam omhoog werken. Na 2,5 jaar voornamelijk bankzitten en invallen, promoveerde coach Sandro Schwarz hem in 2018/19 tot volwaardig selectielid. Hij kwam dat seizoen voor het eerst meer dan twintig speelronden in actie, waarvan elf als basisspeler. Hij betaalde het vertrouwen van zijn trainer terug met onder meer zeven doelpunten. Onisiwo speelde vanaf 2019/20 jarenlang ieder seizoen meer dan dertig wedstrijden in de Bundesliga, vanaf 2021/22 vrijwel allemaal als basisspeler. Hij maakte op 28 januari 2023 voor het eerst een hattrick in de Bundesliga. Hij bracht Mainz toen op 3–0, 4–0 en 5–2 in een met diezelfde cijfers gewonnen wedstrijd thuis tegen VfL Bochum.

## Interlandcarrière
Onisiwo debuteerde op 17 november 2015 in het Oostenrijks voetbalelftal. Bondscoach Marcel Koller liet hem toen in de 58e minuut invallen tijdens een met 1–2 verloren oefeninterland tegen Zwitserland. Hij moest daarna een jaar wachten voor zijn volgende interland en daarna bijna 2,5 jaar voor zijn derde. Onisiwo behoorde vanaf maart 2019 regelmatig tot de Oostenrijkse selectie. Hij maakte op 7 september 2020 zijn eerste interlandgoal. Hij kopte toen de 2–3 binnen in een met diezelfde cijfers verloren oefeninterland tegen Roemenië. Bondscoach Franco Foda nam Onisiwo negen maanden later mee naar het EK 2020, zijn eerste eindtoernooi. Hierop mocht hij één keer invallen, tegen Nederland.